# Megathripa confusa
Megathripa confusa är en fjärilsart som beskrevs av Emilio Berio 1956/57. Megathripa confusa ingår i släktet Megathripa och familjen trågspinnare. Inga underarter finns listade i Catalogue of Life.